# 金環蝕 (久米正雄の小説)
『金環蝕』（きんかんしょく）は、1934年（昭和9年）に発表された久米正雄による日本の小説であり、同作を原作とし、同年に松竹蒲田撮影所が製作し、清水宏が監督した日本のサイレント映画である。

## 略歴・概要
小説『金環蝕』の初出は、大日本雄弁会講談社（現在の講談社）が編集・発行する月刊誌『キング』誌上で、1934年に掲載された。翌1935年（昭和10年）、新小説社から単行本が刊行された。
同作の連載中に松竹蒲田撮影所（現存せず）はこれを原作に採用し、荒田正男が脚色、清水宏が監督して映画化した。映画版『金環蝕』は、無声映画のフォーマットに江口夜詩作曲による劇伴を付したサウンド版として完成され、松竹キネマ（現在の松竹）が同年11月1日、東京・浅草公園六区の帝国館（現存せず）を皮切りに全国公開された。フォース助監督にのちに東映京都撮影所の時代劇映画の巨匠となる佐々木康がクレジットされている。サウンド版の製作にあたり、音楽の録音は、のちに土橋式トーキーで知られる土橋晴夫が手がけている。
映画版『金環蝕』の上映用プリントは東京国立近代美術館フィルムセンターに所蔵されており、2013年6月8日～8月7日に行われた清水宏監督の回顧上映『生誕110年　映画監督　清水宏』にて上映された。2010年（平成22年）10月2日- 同月9日にはイタリアのポルデノーネで行なわれた第29回ポルデノーネ無声映画祭で、「松竹の三巨匠」特集（島津保次郎、清水宏、牛原虚彦）で取り上げられ、上映されている。

## 映画
『金環蝕』（きんかんしょく）は、1934年（昭和9年）製作・公開、清水宏監督による日本のサイレント映画、女性映画である。

### スタッフ・作品データ
- 監督 : 清水宏
- 原作 : 久米正雄
- 脚色 : 荒田正男
- 撮影 : 佐々木太郎
- 配光（照明） : 吉村辰巳
- 舞台設計 : 脇田世根一
- 舞台装置 : 藤田光一郎、穂苅貞次
- 舞台装飾 : 三島信太郎、井上常太郎
- 衣裳 : 柴田鉄蔵
- 監督補助 : 沼波功雄、荻原耐、松井稔、佐々木康
- 撮影補助 : 生方敏夫、古谷三郎、吉田勝亮、田中康雄、栗林実

- 音楽（サウンド版音楽）：江口夜詩
- 主題歌 : 
  - 作詞 : 高橋掬太郎
  - 作曲 : 江口夜詩
  - 歌唱 : 松平晃、江戸川蘭子
- 録音（サウンド版録音） : 土橋晴夫、橋本要

- 製作 : 松竹蒲田撮影所
- 上映時間（巻数、メートル数） : 約110分（11巻、2,707m）
- フォーマット : 白黒映画 - スタンダードサイズ（1.33:1） - サイレント映画（サウンド版）
- 公開日 :  日本 1934年11月1日、 イタリア 2010年10月2日
- 配給 :  松竹キネマ、 第29回ポルデノーネ無声映画祭
- 初回興行 : 浅草・帝国館

### キャスト
- 藤井貢 - 大崎修吉
- 川崎弘子 - 西村絹枝
- 桑野通子 - 岩城鞆音
- 金光嗣郎 - 神田清次
- 藤野秀夫 - 岩城圭之輔
- 突貫小僧 - 鞆音の弟・茂
- 山口勇 - 松村運転手
- 坪内美子 - 妹嘉代
- 小倉繁 - 村木
- 久原良子 - その恋人・お藤
- 近衛敏明 - 山下
- 奈良真養 - 斎田
- 河村黎吉 - 大崎の父
- 吉川満子 - 大崎の母
- 野村秋生 - 大崎の弟
- 仲英之助 - 神田の父
- 青木しのぶ - 神田の母
- 葛城文子 - 神田の叔母
- 御影公子 - 鞆音の友人
- 高杉早苗 - 鞆音の友人
- 三宅邦子 - 鞆音の友人
- 忍節子 - 女給
- 小池政江 - ホテルの客
- 水島光代 - ホテルの客
- 荒木貞子 - 看護婦

### ストーリー
さる農村に、法学士となった神田（金光嗣郎）が帰省、人々は女学校卒で美しい絹枝（川崎弘子）こそ嫁にふさわしいと噂する。神田は旧友で絹枝の従兄の大崎（藤井貢）に、あっせんを頼む。しかし絹枝は、大崎が好きなのだと答える。板挟みになった大崎は東京へ出て、選挙の手伝いをした代議士・岩城圭之輔（藤野秀夫）を訪ねるが、冷たくあしらわれての帰途、松村（山口勇）の運転する岩城の自動車に轢かれてしまう。
岩城の娘・鞆音（桑野通子）と運転手の妹・嘉代（坪内美子）がこもごも見舞いに来て三角関係となり、治った大崎は岩城の息子茂（突貫小僧）の家庭教師になるが、鞆音とばかり親しくする。神田も上京してきて、絹枝が君の後を追って東京へ行ったと告げる。政変のため岩城は地位を失い、大崎は岩城家を去り、嘉代の兄松村の下で運転助手として働く。
嘉代はカフェで女給として働くが、絹枝がそこにいて面倒を見てくれ、自分には探している男がいると言う。嘉代が絹枝を家へ連れてきて、大崎と対面してしまうが、絹枝は嘉代と大崎が夫婦さながらに暮らしているのを見て、自分が好きなのは神田だと言って去ってしまう。
神田と鞆音の結婚式へ嘉代は駆け付け、神田に話して結婚をやめさせようとするが、神田は事実を伝える。絹枝は傷心から酒びたりになり、斎田（奈良真養）という中年男の愛人になろうとし、二人が乗ったタクシーは嘉代の兄のもので助手席に大崎がいた。熱海で降りた後、大崎は二人を追い、斎田と絹枝を殴り倒し、警察が来る。そこへ神田夫妻も現れ、自分らは洋行すると告げる。郷里へ帰る汽車の中に大崎と絹枝がいた。

## ビブリオグラフィ
国立国会図書館蔵書。
- 『金環蝕』、久米正雄、新小説社、1935年

## 関連事項
- 松竹蒲田撮影所
- ポルデノーネ無声映画祭

## 註
1. 1 2 3 4 5 6  金環蝕、日本映画データベース、2010年10月2日閲覧。
2. ↑  金環蝕、国立国会図書館、2010年10月2日閲覧。
3. ↑  所蔵映画フィルム検索システム、東京国立近代美術館フィルムセンター、2014年2月17日閲覧。
4. ↑  上映会情報 生誕110年　映画監督　清水宏、東京国立近代美術館フィルムセンター、2014年2月17日閲覧。
5. ↑  2010 Catalogo （イタリア語） / （英語）, ポルデノーネ無声映画祭、2010年10月2日閲覧。
6. ↑  OPAC NDL 検索結果、国立国会図書館、2010年10月2日閲覧。